# 2e étape du Tour d'Espagne 2024
Pour un article plus général, voir Tour d'Espagne 2024.
La 2e étape du Tour d'Espagne 2024 se déroule le dimanche 18 août 2024 entre  Cascais et Ourém au Portugal, sur une distance de 191 km.

## Parcours
Partant de la station balnéaire de Cascais, les coureurs prennent la direction du nord en longeant la côte atlantique et en franchissant un col de 4e catégorie dans les dix premiers kilomètres de cette étape vallonnée. Ensuite, aux deux tiers du parcours, le tracé s'oriente vers l'intérieur du pays avec un second col de 4e catégorie franchi à une vingtaine de kilomètres de l'arrivée située à Ourém.

## Déroulement de la course
Lors du sprint massif, Wout van Aert est remonté sur la ligne par Kaden Groves qui gagne l'étape. Grâce aux 6 secondes de bonification acquises pour sa deuxième place, Wout van Aert endosse le maillot rouge de leader du classement général.

## Résultats

### Classement de l'étape
| \| Classement de l'étape \| Classement de l'étape \| Classement de l'étape \| Classement de l'étape \| Classement de l'étape \| \| Coureur \| Coureur \| Pays \| Équipe \| Temps \| \| --------------------- \| --------------------- \| --------------------- \| -------------------------- \| --------------------- \| \| 1er \| Kaden Groves \| Australie \| Alpecin-Deceuninck \| 5 h 12 min 55 s \| \| 2e \| Wout van Aert \| Belgique \| Team Visma \\| Lease a Bike \| + 0 s \| \| 3e \| Corbin Strong \| Nouvelle-Zélande \| Israel-Premier Tech \| + 0 s \| \| 4e \| Pau Miquel \| Espagne \| Equipo Kern Pharma \| + 0 s \| \| 5e \| Lennert Van Eetvelt \| Belgique \| Lotto Dstny \| + 0 s \| \| 6e \| Pavel Bittner \| Tchéquie \| Team dsm-firmenich PostNL \| + 0 s \| \| 7e \| Jon Aberasturi \| Espagne \| Euskaltel-Euskadi \| + 0 s \| \| 8e \| Aleksandr Vlasov \| Bannière neutre \| Red Bull-Bora-Hansgrohe \| + 0 s \| \| 9e \| Brandon Rivera \| Colombie \| Ineos Grenadiers \| + 0 s \| \| 10e \| Filippo Baroncini \| Italie \| UAE Team Emirates \| + 0 s \| |                     |                  |                            |                 |
| |                     |                  |                            |                 |
| Source : ProCyclingStats |                     |                  |                            |                 |
| Classement de l'étape |                     |                  |                            |                 |
| Coureur | Coureur             | Pays             | Équipe                     | Temps           |
| 1er | Kaden Groves        | Australie        | Alpecin-Deceuninck         | 5 h 12 min 55 s |
| 2e | Wout van Aert       | Belgique         | Team Visma \| Lease a Bike | + 0 s           |
| 3e | Corbin Strong       | Nouvelle-Zélande | Israel-Premier Tech        | + 0 s           |
| 4e | Pau Miquel          | Espagne          | Equipo Kern Pharma         | + 0 s           |
| 5e | Lennert Van Eetvelt | Belgique         | Lotto Dstny                | + 0 s           |
| 6e | Pavel Bittner       | Tchéquie         | Team dsm-firmenich PostNL  | + 0 s           |
| 7e | Jon Aberasturi      | Espagne          | Euskaltel-Euskadi          | + 0 s           |
| 8e | Aleksandr Vlasov    | Bannière neutre  | Red Bull-Bora-Hansgrohe    | + 0 s           |
| 9e | Brandon Rivera      | Colombie         | Ineos Grenadiers           | + 0 s           |
| 10e | Filippo Baroncini   | Italie           | UAE Team Emirates          | + 0 s           |

### Points attribués pour le classement par points
| Sprint intermédiaire Alcobaça (km 140,2) | Sprint intermédiaire Alcobaça (km 140,2) | Sprint intermédiaire Alcobaça (km 140,2) | Sprint intermédiaire Alcobaça (km 140,2) | Sprint intermédiaire Alcobaça (km 140,2) |
| ---------------------------------------- | ---------------------------------------- | ---------------------------------------- | ---------------------------------------- | ---------------------------------------- |
|                                          | Coureur                                  | Pays                                     | Équipe                                   | Point(s)                                 |
| 1er                                      | Luis Ángel Maté                          | Espagne                                  | Euskaltel-Euskadi                        | 20                                       |
| 2e                                       | Ibon Ruiz                                | Espagne                                  | Equipo Kern Pharma                       | 17                                       |
| 3e                                       | Kaden Groves                             | Australie                                | Alpecin-Deceuninck                       | 15                                       |
| 4e                                       | Wout van Aert                            | Belgique                                 | Team Visma - Lease a Bike                | 13                                       |
| 5e                                       | Mathias Vacek                            | République tchèque                       | Lidl-Trek                                | 10                                       |
| modifier                                 |                                          |                                          |                                          |                                          |

| Arrivée d'étape Ourém (km 194) | Arrivée d'étape Ourém (km 194) | Arrivée d'étape Ourém (km 194) | Arrivée d'étape Ourém (km 194) | Arrivée d'étape Ourém (km 194) |
| ------------------------------ | ------------------------------ | ------------------------------ | ------------------------------ | ------------------------------ |
|                                | Coureur                        | Pays                           | Équipe                         | Point(s)                       |
| 1er                            | Kaden Groves                   | Australie                      | Alpecin-Deceuninck             | 50                             |
| 2e                             | Wout van Aert                  | Belgique                       | Team Visma - Lease a Bike      | 30                             |
| 3e                             | Corbin Strong                  | Nouvelle-Zélande               | Israel-Premier Tech            | 20                             |
| 4e                             | Pau Miquel                     | Espagne                        | Equipo Kern Pharma             | 18                             |
| 5e                             | Lennert Van Eetvelt            | Belgique                       | Lotto Dstny                    | 16                             |
| 6e                             | Pavel Bittner                  | République tchèque             | Team dsm-firmenich PostNL      | 14                             |
| 7e                             | Jon Aberasturi                 | Espagne                        | Euskaltel-Euskadi              | 12                             |
| 8e                             | Aleksandr Vlasov               |                                | Red Bull-Bora-Hansgrohe        | 10                             |
| 9e                             | Brandon Rivera                 | Colombie                       | Ineos Grenadiers               | 8                              |
| 10e                            | Filippo Baroncini              | Italie                         | UAE Team Emirates              | 7                              |
| 11e                            | Antonio Jesús Soto             | Espagne                        | Equipo Kern Pharma             | 6                              |
| 12e                            | Nadav Raisberg                 | Israël                         | Israel-Premier Tech            | 5                              |
| 13e                            | Gotzon Martín                  | Espagne                        | Euskaltel-Euskadi              | 4                              |
| 14e                            | Bryan Coquard                  | France                         | Cofidis                        | 3                              |
| 15e                            | Lorenzo Rota                   | Italie                         | Intermarché-Wanty              | 2                              |
| modifier                       |                                |                                |                                |                                |

### Points attribués pour le classement du meilleur grimpeur
| Alto do Lagoa Azul (km 8,9) 4e catégorie (5,7 km à 4,6%) | Alto do Lagoa Azul (km 8,9) 4e catégorie (5,7 km à 4,6%) | Alto do Lagoa Azul (km 8,9) 4e catégorie (5,7 km à 4,6%) | Alto do Lagoa Azul (km 8,9) 4e catégorie (5,7 km à 4,6%) | Alto do Lagoa Azul (km 8,9) 4e catégorie (5,7 km à 4,6%) |
| -------------------------------------------------------- | -------------------------------------------------------- | -------------------------------------------------------- | -------------------------------------------------------- | -------------------------------------------------------- |
|                                                          | Coureur                                                  | Pays                                                     | Équipe                                                   | Point(s)                                                 |
| 1er                                                      | Luis Ángel Maté                                          | Espagne                                                  | Euskaltel-Euskadi                                        | 2                                                        |
| 2e                                                       | Ibon Ruiz                                                | Espagne                                                  | Equipo Kern Pharma                                       | 1                                                        |
| modifier                                                 |                                                          |                                                          |                                                          |                                                          |

| Alto da Batalha (km 174,9) 4e catégorie (7,1 km à 3,3%) | Alto da Batalha (km 174,9) 4e catégorie (7,1 km à 3,3%) | Alto da Batalha (km 174,9) 4e catégorie (7,1 km à 3,3%) | Alto da Batalha (km 174,9) 4e catégorie (7,1 km à 3,3%) | Alto da Batalha (km 174,9) 4e catégorie (7,1 km à 3,3%) |
| ------------------------------------------------------- | ------------------------------------------------------- | ------------------------------------------------------- | ------------------------------------------------------- | ------------------------------------------------------- |
|                                                         | Coureur                                                 | Pays                                                    | Équipe                                                  | Point(s)                                                |
| 1er                                                     | Stefan Küng                                             | Suisse                                                  | Groupama-FDJ                                            | 2                                                       |
| 2e                                                      | Roger Adrià                                             | Espagne                                                 | Red Bull-Bora-Hansgrohe                                 | 1                                                       |
| modifier                                                |                                                         |                                                         |                                                         |                                                         |

### Bonifications
|   | Coureur         | Pays      | Équipe             | Secondes |
| - | --------------- | --------- | ------------------ | -------- |
| 1 | Luis Ángel Maté | Espagne   | Euskaltel-Euskadi  | 6 s      |
| 2 | Ibon Ruiz       | Espagne   | Equipo Kern Pharma | 4 s      |
| 3 | Kaden Groves    | Australie | Alpecin-Deceuninck | 2 s      |

|   | Coureur       | Pays             | Équipe                    | Secondes |
| - | ------------- | ---------------- | ------------------------- | -------- |
| 1 | Kaden Groves  | Australie        | Alpecin-Deceuninck        | 10 s     |
| 2 | Wout van Aert | Belgique         | Team Visma - Lease a Bike | 6 s      |
| 3 | Corbin Strong | Nouvelle-Zélande | Israel-Premier Tech       | 4 s      |

### Prix de la combativité
- Luis Ángel Maté (Euskaltel-Euskadi)

## Classements à l'issue de l'étape

### Classement général
| \| Classement général \| Classement général \| Classement général \| Classement général \| Classement général \| \| Coureur \| Coureur \| Pays \| Équipe \| Temps \| \| ------------------ \| ------------------ \| ------------------ \| -------------------------- \| ------------------ \| \| 1er \| Wout van Aert \| Belgique \| Team Visma \\| Lease a Bike \| 5 h 25 min 27 s \| \| 2e \| Brandon McNulty \| États-Unis \| UAE Team Emirates \| + 3 s \| \| 3e \| Mathias Vacek \| Tchéquie \| Lidl-Trek \| + 5 s \| \| 4e \| Stefan Küng \| Suisse \| Groupama-FDJ \| + 9 s \| \| 5e \| Edoardo Affini \| Italie \| Team Visma \\| Lease a Bike \| + 11 s \| \| 6e \| Joshua Tarling \| Royaume-Uni \| Ineos Grenadiers \| + 11 s \| \| 7e \| Mauro Schmid \| Suisse \| Team Jayco AlUla \| + 19 s \| \| 8e \| Primož Roglič \| Slovénie \| Red Bull-Bora-Hansgrohe \| + 20 s \| \| 9e \| Bruno Armirail \| France \| Decathlon-AG2R La Mondiale \| + 21 s \| \| 10e \| João Almeida \| Portugal \| UAE Team Emirates \| + 22 s \| |                 |             |                            |                 |
| |                 |             |                            |                 |
| Source : ProCyclingStats |                 |             |                            |                 |
| Classement général |                 |             |                            |                 |
| Coureur | Coureur         | Pays        | Équipe                     | Temps           |
| 1er | Wout van Aert   | Belgique    | Team Visma \| Lease a Bike | 5 h 25 min 27 s |
| 2e | Brandon McNulty | États-Unis  | UAE Team Emirates          | + 3 s           |
| 3e | Mathias Vacek   | Tchéquie    | Lidl-Trek                  | + 5 s           |
| 4e | Stefan Küng     | Suisse      | Groupama-FDJ               | + 9 s           |
| 5e | Edoardo Affini  | Italie      | Team Visma \| Lease a Bike | + 11 s          |
| 6e | Joshua Tarling  | Royaume-Uni | Ineos Grenadiers           | + 11 s          |
| 7e | Mauro Schmid    | Suisse      | Team Jayco AlUla           | + 19 s          |
| 8e | Primož Roglič   | Slovénie    | Red Bull-Bora-Hansgrohe    | + 20 s          |
| 9e | Bruno Armirail  | France      | Decathlon-AG2R La Mondiale | + 21 s          |
| 10e | João Almeida    | Portugal    | UAE Team Emirates          | + 22 s          |

| Classement par points | Classement par points | Classement par points | Classement par points      | Classement par points |
| Coureur               | Coureur               | Pays                  | Équipe                     | Points                |
| --------------------- | --------------------- | --------------------- | -------------------------- | --------------------- |
| 1er                   | Kaden Groves          | Australie             | Alpecin-Deceuninck         | 65 pts                |
| 2e                    | Wout van Aert         | Belgique              | Team Visma \| Lease a Bike | 58 pts                |
| 3e                    | Mathias Vacek         | Tchéquie              | Lidl-Trek                  | 27 pts                |
| 4e                    | Brandon McNulty       | États-Unis            | UAE Team Emirates          | 20 pts                |
| 5e                    | Luis Ángel Maté       | Espagne               | Euskaltel-Euskadi          | 20 pts                |
| 6e                    | Corbin Strong         | Nouvelle-Zélande      | Israel-Premier Tech        | 20 pts                |
| 7e                    | Pau Miquel            | Espagne               | Equipo Kern Pharma         | 18 pts                |
| 8e                    | Ibon Ruiz             | Espagne               | Equipo Kern Pharma         | 17 pts                |
| 9e                    | Lennert Van Eetvelt   | Belgique              | Lotto Dstny                | 16 pts                |
| 10e                   | Pavel Bittner         | Tchéquie              | Team dsm-firmenich PostNL  | 14 pts                |

| Classement par points | Classement par points | Classement par points | Classement par points      | Classement par points |
| Coureur               | Coureur               | Pays                  | Équipe                     | Points                |
| --------------------- | --------------------- | --------------------- | -------------------------- | --------------------- |
| 1er                   | Kaden Groves          | Australie             | Alpecin-Deceuninck         | 65 pts                |
| 2e                    | Wout van Aert         | Belgique              | Team Visma \| Lease a Bike | 58 pts                |
| 3e                    | Mathias Vacek         | Tchéquie              | Lidl-Trek                  | 27 pts                |
| 4e                    | Brandon McNulty       | États-Unis            | UAE Team Emirates          | 20 pts                |
| 5e                    | Luis Ángel Maté       | Espagne               | Euskaltel-Euskadi          | 20 pts                |
| 6e                    | Corbin Strong         | Nouvelle-Zélande      | Israel-Premier Tech        | 20 pts                |
| 7e                    | Pau Miquel            | Espagne               | Equipo Kern Pharma         | 18 pts                |
| 8e                    | Ibon Ruiz             | Espagne               | Equipo Kern Pharma         | 17 pts                |
| 9e                    | Lennert Van Eetvelt   | Belgique              | Lotto Dstny                | 16 pts                |
| 10e                   | Pavel Bittner         | Tchéquie              | Team dsm-firmenich PostNL  | 14 pts                |

| Classement de la montagne | Classement de la montagne | Classement de la montagne | Classement de la montagne | Classement de la montagne |
| Coureur                   | Coureur                   | Pays                      | Équipe                    | Points                    |
| ------------------------- | ------------------------- | ------------------------- | ------------------------- | ------------------------- |
| 1er                       | Stefan Küng               | Suisse                    | Groupama-FDJ              | 2 pts                     |
| 2e                        | Luis Ángel Maté           | Espagne                   | Euskaltel-Euskadi         | 2 pts                     |
| 3e                        | Roger Adrià               | Espagne                   | Red Bull-Bora-Hansgrohe   | 1 pt                      |
| 4e                        | Ibon Ruiz                 | Espagne                   | Equipo Kern Pharma        | 1 pt                      |

| Classement de la montagne | Classement de la montagne | Classement de la montagne | Classement de la montagne | Classement de la montagne |
| Coureur                   | Coureur                   | Pays                      | Équipe                    | Points                    |
| ------------------------- | ------------------------- | ------------------------- | ------------------------- | ------------------------- |
| 1er                       | Stefan Küng               | Suisse                    | Groupama-FDJ              | 2 pts                     |
| 2e                        | Luis Ángel Maté           | Espagne                   | Euskaltel-Euskadi         | 2 pts                     |
| 3e                        | Roger Adrià               | Espagne                   | Red Bull-Bora-Hansgrohe   | 1 pt                      |
| 4e                        | Ibon Ruiz                 | Espagne                   | Equipo Kern Pharma        | 1 pt                      |

| Classement du meilleur jeune | Classement du meilleur jeune | Classement du meilleur jeune | Classement du meilleur jeune | Classement du meilleur jeune |
| Coureur                      | Coureur                      | Pays                         | Équipe                       | Temps                        |
| ---------------------------- | ---------------------------- | ---------------------------- | ---------------------------- | ---------------------------- |
| 1er                          | Mathias Vacek                | Tchéquie                     | Lidl-Trek                    | 5 h 25 min 32 s              |
| 2e                           | Joshua Tarling               | Royaume-Uni                  | Ineos Grenadiers             | + 6 s                        |
| 3e                           | Mauro Schmid                 | Suisse                       | Team Jayco AlUla             | + 14 s                       |
| 4e                           | Florian Lipowitz             | Allemagne                    | Red Bull-Bora-Hansgrohe      | + 19 s                       |
| 5e                           | Mattias Skjelmose            | Danemark                     | Lidl-Trek                    | + 20 s                       |
| 6e                           | Filippo Baroncini            | Italie                       | UAE Team Emirates            | + 24 s                       |
| 7e                           | Antonio Tiberi               | Italie                       | Bahrain Victorious           | + 25 s                       |
| 8e                           | Marco Frigo                  | Italie                       | Israel-Premier Tech          | + 26 s                       |
| 9e                           | Pablo Castrillo              | Espagne                      | Equipo Kern Pharma           | + 27 s                       |
| 10e                          | Thymen Arensman              | Pays-Bas                     | Ineos Grenadiers             | + 27 s                       |

| Classement du meilleur jeune | Classement du meilleur jeune | Classement du meilleur jeune | Classement du meilleur jeune | Classement du meilleur jeune |
| Coureur                      | Coureur                      | Pays                         | Équipe                       | Temps                        |
| ---------------------------- | ---------------------------- | ---------------------------- | ---------------------------- | ---------------------------- |
| 1er                          | Mathias Vacek                | Tchéquie                     | Lidl-Trek                    | 5 h 25 min 32 s              |
| 2e                           | Joshua Tarling               | Royaume-Uni                  | Ineos Grenadiers             | + 6 s                        |
| 3e                           | Mauro Schmid                 | Suisse                       | Team Jayco AlUla             | + 14 s                       |
| 4e                           | Florian Lipowitz             | Allemagne                    | Red Bull-Bora-Hansgrohe      | + 19 s                       |
| 5e                           | Mattias Skjelmose            | Danemark                     | Lidl-Trek                    | + 20 s                       |
| 6e                           | Filippo Baroncini            | Italie                       | UAE Team Emirates            | + 24 s                       |
| 7e                           | Antonio Tiberi               | Italie                       | Bahrain Victorious           | + 25 s                       |
| 8e                           | Marco Frigo                  | Italie                       | Israel-Premier Tech          | + 26 s                       |
| 9e                           | Pablo Castrillo              | Espagne                      | Equipo Kern Pharma           | + 27 s                       |
| 10e                          | Thymen Arensman              | Pays-Bas                     | Ineos Grenadiers             | + 27 s                       |

| Classement par équipes | Classement par équipes     | Classement par équipes | Classement par équipes |
| Équipe                 | Équipe                     | Pays                   | Temps                  |
| ---------------------- | -------------------------- | ---------------------- | ---------------------- |
| 1re                    | UAE Team Emirates          | Émirats arabes unis    | 16 h 17 min 13 s       |
| 2e                     | Lidl-Trek                  | États-Unis             | + 12 s                 |
| 3e                     | Team Visma \| Lease a Bike | Pays-Bas               | + 13 s                 |
| 4e                     | Red Bull-Bora-Hansgrohe    | Allemagne              | + 24 s                 |
| 5e                     | Ineos Grenadiers           | Royaume-Uni            | + 40 s                 |
| 6e                     | Team Jayco AlUla           | Australie              | + 54 s                 |
| 7e                     | Bahrain Victorious         | Bahreïn                | + 59 s                 |
| 8e                     | Groupama-FDJ               | France                 | + 1 min 13 s           |
| 9e                     | Decathlon-AG2R La Mondiale | France                 | + 1 min 14 s           |
| 10e                    | Equipo Kern Pharma         | Espagne                | + 1 min 15 s           |

| Classement par équipes | Classement par équipes     | Classement par équipes | Classement par équipes |
| Équipe                 | Équipe                     | Pays                   | Temps                  |
| ---------------------- | -------------------------- | ---------------------- | ---------------------- |
| 1re                    | UAE Team Emirates          | Émirats arabes unis    | 16 h 17 min 13 s       |
| 2e                     | Lidl-Trek                  | États-Unis             | + 12 s                 |
| 3e                     | Team Visma \| Lease a Bike | Pays-Bas               | + 13 s                 |
| 4e                     | Red Bull-Bora-Hansgrohe    | Allemagne              | + 24 s                 |
| 5e                     | Ineos Grenadiers           | Royaume-Uni            | + 40 s                 |
| 6e                     | Team Jayco AlUla           | Australie              | + 54 s                 |
| 7e                     | Bahrain Victorious         | Bahreïn                | + 59 s                 |
| 8e                     | Groupama-FDJ               | France                 | + 1 min 13 s           |
| 9e                     | Decathlon-AG2R La Mondiale | France                 | + 1 min 14 s           |
| 10e                    | Equipo Kern Pharma         | Espagne                | + 1 min 15 s           |

## Abandons
Un coureur a abandonné au cours de l'étape : 
- Dylan van Baarle (Visma-Lease a Bike) : abandon